# Друкер, Моррис
Моррис «Морт» Друкер (англ. Morris «Mort» Drucker, 22 марта 1929 — 9 апреля 2020) — американский карикатурист и художник комиксов, наиболее известный по работе в Mad, где он специализировался на сатире на ведущие художественные фильмы и телесериалы.

## Личная жизнь
Друкер родился в Нью-Йорке, по одним данным 22 марта 1929, а по другим — 29 марта 1929 года. Его мама, Сара Друкер(в девичестве Шпильфогель), была домохозяйкой, а отец, Эдвард Друкер, — бизнесменом. Моррис по происхождению является евреем. Он посещал среднюю школу Эразмус Холл. Там он познакомился со своей будущей женой Барбарой, на которой вскоре женился. Вместе они переехали на Лонг-Айленд, где воспитали двух дочерей, Лори и Мелани.

## Карьера
В 1947 году Друкер начал работать с Бертом Уитменом над комиксом «Дебби Дин» в газете «Publishers-Hall», по советам Уилла Айснера. Затем он присоединился к DC Comics, где работал ретушёром. Находясь в DC, Друкер также стал так называемым «писателем-призраком» «The Mountain Boys». В начале 1950-х годов он уволился из DC и начал работать фрилансером для ряда издательств комиксов, таких как Dell, Atlas и St. John’s.

### Mad
Осенью 1956 года, вскоре после ухода редактора-основателя Mad Харви Курцмана, Друкер попал в Mad.
Друкер прибыл в офис Mad со страницами из своего комикса о Хопалонг Кэссиди для DC Comics и некоторыми из его комиксов «Mountain Boys», а также с юмористической «маленькой ситуацией» с участием Одинокого рейнджера и Тонто, которую он специально нарисовал для интервью. Несмотря на то, что эта работа отличалась от сходств и преемственности, благодаря которым он стал наиболее известен, сотрудники Mad отреагировали благосклонно. Первым, кто просмотрел портфолио Друкера, был помощник редактора Mad Ник Меглин, который признался: «Я не заметил, насколько он хорош в карикатурах. Сначала нет. Но тогда он уже не был таким уж великим». Друкер сказал, что он «просто хотел быть художником… получать деньги за то, что он что-то рисует», и начал сосредотачиваться только на карикатурных работах, потому что он начал получать больше таких заданий. «Именно тогда я понял, что нашёл своё призвание», — сказал Друкер. На момент прибытия Друкера, Mad не появлялся регулярно на телевидении и в кино. Редактор Эл Фельдштейн отдал должное стилю и способностям Друкера за решение начать публиковать их в каждом выпуске.
В течение более десяти лет Mad испытывал трудности с получением рекламных фотографий, которые Друкер мог бы использовать в качестве исходного материала для своих рисунков. Когда он иллюстрировал пародии на «Безумца», коллега Друкера Анхело Торрес принёс камеру в кинотеатры и сделал снимки экрана. В конце концов, выросло целое поколение поклонников Mad, и некоторые из них стали голливудскими публицистами, что облегчило исследование Друкера.
К тому времени, когда он завершил свою карьеру в Mad 55 лет спустя, Друкер занимал этот пост дольше всех Mad-артистов. У Друкера больше всего статей среди всех безумных артистов, которые не пишут свой собственный материал, — более 400.

## Стиль
В 2012 году Друкер рассказал о своём стиле и о том, как он применяет его в своих проектах Mad:
«Я всегда считал, что карикатура — это целостная личность, а не просто сходство. Руки, в частности, всегда были в центре моего внимания, поскольку они могут быть такими же выразительными характером, как и преувеличения и искажения, которые ищет карикатурист. Я стараюсь уловить суть человека, а не только черты лица… За годы работы над созданием юмористического образа я обнаружил, что дело не столько в самих чертах, сколько в пространстве между ними. У всех нас есть два глаза, нос, рот, волосы и линия подбородка, но все мы выглядим по-разному. Что делает это так, так это расстояние между ними.
Художник фактически создаёт собственную раскадровку для фильма. Я становлюсь „камерой“ и ищу ракурсы, освещение, крупные планы, широкие углы, дальние планы — точно так же, как это делает режиссёр, чтобы рассказать историю как можно более визуально интересным способом. Мои первые наброски — это не только композиционные и дизайнерские идеи, но и образы персонажей и действий… Я не хочу слишком углубляться в пикантные моменты, так как кое-что из того, что я делаю, будет изменено или отброшено по мере того, как я буду больше погружаться в повествование. Затем я отхожу в сторону и смотрю на страницу как на единое целое, чтобы убедиться, что она хорошо оформлена: „Хммм, три панели крупным планом в ряд, где разговаривают персонажи. Лучше поменяйте среднюю панель на дальний план. Может быть, сделать эту панель открытой виньеткой“. Затем я складываю развороты вместе и смотрю, как разворот держится вместе, и иногда вношу изменения на основе этого.»

## Награды
За свою работу был отмечен премией Национального общества карикатуристов (1985, 1986, 1987, 1988), премией Рубена (1987), премией Айснера (2010).

## Смерть
Друкер умер 9 апреля 2020 года в своём доме в Вудбери, Нью-Йорк